# Wild America (Tora Tora)
Wild America è il secondo album dei Tora Tora, uscito nel 1992 per l'Etichetta discografica A&M Records.

## Tracce
1. Wild America (Corder, Douglas, Howard) 4:45
2. Amnesia (Corder, Douglas, Rhodes) 4:49
3. Dead Man's Hand (Corder, Douglas, Lynch) 4:06
4. As Time Goes By (Corder, Douglas, Francis) 4:25
5. Lay Your Money Down (Corder, Douglas, Francis, Patterson) 4:06
6. Shattered (Corder, Douglas, Francis) 2:59
7. Dirty Secrets (Corder, Douglas) 3:52
8. Faith Healer (Corder, Douglas, Rhodes) 4:43
9. Cold Fever (Corder, Douglas) 4:38
10. Nowhere to Go But Down (Corder, Douglas, Lynch) 4:59
11. City of Kings (Corder, Douglas, Francis) 4:01
12. Wild America (Corder, Douglas, Howard) 4:45 [Traccia bonus ristampa]

## Formazione
- Anthony Corder - voce
- Keith Douglas - chitarra
- Patrick Francis - basso
- John Patterson - batteria